# Muene Tshijuka
Muene Tanda Tshijuka est une joueuse congolaise de basketball, née le 12 mai 1973 à Lubumbashi,.

## Carrière
Avec l'équipe féminine de basket-ball du Zaïre (actuellement RDC), elle a participé au tournoi féminin basket-ball aux Jeux olympiques d'été de 1996 à Atlanta à l'issue duquel les Zaïroises terminent à la douzième place.